# Bitwa pod Przewodowem
Bitwa pod Przewodowem – walki polskiej grupy ppłk. Jerzego Błeszyńskiego z sowiecką 11 Brygadą Strzelców w czasie II ofensywy Frontu Zachodniego Michaiła Tuchaczewskiego w okresie wojny polsko-bolszewickiej.

## Sytuacja ogólna
W pierwszej dekadzie lipca 1920 przełamany został front polski nad Autą, a wojska Frontu Północno-Wschodniego gen. Stanisława Szeptyckiego cofały się pod naporem ofensywy Michaiła Tuchaczewskiego.
Naczelne Dowództwo Wojska Polskiego nakazało powstrzymanie wojsk sowieckiego Frontu Zachodniego na linii dawnych okopów niemieckich z okresu I wojny światowej.
Sytuacja operacyjna, a szczególnie upadek Wilna i obejście pozycji polskich od północy, wymusiła dalszy odwrót wojsk polskich.
1 Armia gen. Gustawa Zygadłowicza cofała się nad Niemen, a 4 Armia nad Szczarę.
Obrona wojsk polskich na linii Niemna i Szczary również nie spełniła oczekiwań. W walce z przeciwnikiem oddziały polskie poniosły duże straty i zbyt wcześnie rozpoczęły wycofanie na linię Bugu.
Plan polskiego Naczelnego Dowództwa zakładał, że 1. i 4. Armia oraz Grupa Poleska powstrzymają bolszewików i umożliwią przygotowanie kontrofensywy z rejonu Brześcia. Rozstrzygającą operację na linii Bug, Ostrołęka, Omulew doradzał też gen. Maxime Weygand.
Utrata twierdzy brzeskiej spowodowała, że plan Naczelnego Dowództwa Wojska Polskiego uderzenia znad Bugu w skrzydło wojsk Frontu Zachodniego Michaiła Tuchaczewskiego i rozegrania tam decydującej bitwy przestał być realny. Wojska polskie cofały się nadal, a kolejną naturalną przeszkodą terenową dogodną do powstrzymania sowieckiej ofensywy była Wisła.

## Działania wojsk w rejonie Przewodowa
Po opuszczeniu przedmościa Makowa grupa ppłk. Jerzego Błeszyńskiego otrzymała rozkaz obrony Przewodowa.
10 sierpnia jej pododdziały obsadziły okoliczne wzgórza oraz wyloty dróg na Gołymin, Pękowo i Pułtusk.
W tym czasie sowiecka 4 Dywizja Strzelców maszerowała na zachód w dwóch kolumnach. Jej 10 Brygada Strzelców na Karniewo – Tłucznice, a 11 BS na Przewodowo.
Około południa artyleria sowiecka rozpoczęła ogniowe przygotowanie ataku. Po jego zakończeniu, od strony Gołymina i Kozłowa na pozycje III batalionu 205 pułku piechoty uderzyły sowieckie 31 i 32 pułki strzelców. Początkowo polski batalion skutecznie odpierał sowieckie ataki, ale uderzenie strzelców, wzmocnionych dwoma sotniami Kozaków ze skrzydła, zmusiło do odwrotu 2 i 4 kompanie 205 pp. Interweniował dowódca pułku mjr Bernard Mond, który osobiście poprowadził do kontrataku odwodowy II batalion i odzyskał utracone pozycje.
W odpowiedzi przeciwnik wprowadził do walki 33 pułk strzelców i ustawicznie atakował. Walki trwały do północy. Wyczerpani polscy żołnierze zasypiali na stanowiskach obronnych, a dowódca 1 kompanii był tak zmęczony, że linię drzew wziął za tyralierę sowiecką.
Przed świtem 11 sierpnia czerwonoarmiści skrycie podeszli pod stanowiska polskie, obrzucili je granatami i uderzyli „na bagnety”. Początkowo zaskoczone, kompanie 205 pp zwarły szeregi i uderzyły tak skutecznie, że nieprzyjaciel zaczął się cofać. W pościgu Polacy odzyskali Pękowo i Gzy.
Dopiero groźba oskrzydlenia zmusiła ich do odwrotu na swoje dawne stanowiska obronne. W tym dniu Sowieci nie wznawiali już natarcia ograniczając się do patrolowania przedpola.
Wieczorem sytuacja ogólna, a szczególnie załamanie się frontu grupy ppłk. Andrzeja Kopy w rejonie Pułtuska, zmusiła grupę ppłk. Błeszyńskiego do dalszego odwrotu na linię Winnica – Gąsiorowo.